# کارلوس وردیو
کارلوس وردیو (اسپانیایی: Carlos Verdejo‎; ۲ اکتبر ۱۹۳۴ – ۲۴ ژانویهٔ ۲۰۱۷) بازیکن فوتبال اهل شیلی بود.